# Al-Hassan ibn Ziri
Al-Hassan ibn Ali ibn Ziri (arabisch الحسن بن علي بن زيري) († 1168) war der achte und letzte Herrscher der Ziriden in Ifrīqiya.
Er war noch minderjährig, als er im Jahr 1121 die Nachfolge seines gestorbenen Vaters Ali ibn Ziri (reg. 1116–1121) antrat und hatte zunächst entsprechend wenig Einfluss auf die Regierungsgeschäfte. Unter ihm gewann zunächst die Piraterie für die Wirtschaft des Ziridenreiches große Bedeutung. Dies belastete allerdings die Verhältnisse zu den christlichen Seemächten.
1122 unternahmen die Normannen von Sizilien eine Expedition gegen al-Mahdiya, die erst nach schweren Kämpfen zurückschlagen konnte. 1135 konnte al-Hassan einem Angriff der Hammadiden auf al-Mahdiya nur dank einer Flotte der Normannen standhalten, die sich ihre Waffenhilfe mit reichlichen Privilegien vergüten ließen. In der Folgezeit geriet er zunehmend in die Abhängigkeit der Normannen, da diese die Getreideversorgung der Städte mit sizilianischem Getreide sicherstellten. So mussten z. B. die Zolleinkünfte in den Städten an die Normannen verpfändet werden. Das geschwächte Ziridenreich, bzw. die Küstenstädte in Ifriqiya wurden zwischen 1146 und 1148 von den Normannen erobert, was das faktische Ende der Dynastie bedeutete.
Al-Hassan musste fliehen und gelangte über Annaba und Bejaia ins Exil nach Algier. Dort lebte er, bis die Stadt 1152 von den Almohaden eingenommen wurde. Der Almohaden-Herrscher Abd al-Mu'min behandelte ihn großzügig und setzte ihn sogar als Statthalter in al-Mahdiya ein, als die Almohaden die Stadt 1160 erobert hatten. Später berief ihn Abd al-Mu'min wieder nach Marokko, wo er 1168 starb.